# Parker McKenna Posey
Parker McKenna Posey (Los Angeles, 18 augustus 1995) is een Amerikaans actrice. Ze is best bekend van haar rol als Kady Kyle in de serie My Wife and Kids.